# Naturschutzgebiet Im Tal
Das Naturschutzgebiet Im Tal mit einer Größe von 26,5 ha liegt in Nordrhein-Westfalen nördlich von Hesborn im Stadtgebiet von Hallenberg. Das Gebiet wurde am 15. September 2004 mit dem Landschaftsplan Hallenberg durch den Hochsauerlandkreis als Naturschutzgebiet (NSG) ausgewiesen. Das NSG ist Teil des Europäischen Vogelschutzgebiets Medebacher Bucht. Das NSG beginnt direkt am nordöstlichen Dorfrand und am Sportplatz.

## Gebietsbeschreibung
Beim NSG handelt es sich um extensives Grünland bzw. Grünlandbrachen. Im Grünland finden sich Nass- und Magerweiden. Das Gelände des NSG ist durch mehrere Täler stark reliefiert. Neben dem Grünland sind auch kleine Heidereste, Feldgehölze, Hecken, kleine Fichtenparzellen und Ginstergebüsche vorhanden. Auf den Viehweiden stehen vereinzelt Einzelsträucher, Strauchgruppen und Einzelbäume. Eine Obstwiese, welche in neuerer Zeit gepflanzt wurde, befindet sich im NSG. Die Brachflächen im Schutzgebiet sind teilweise stark verbuscht. Quellen von kleinen Bächen liegen an den Hängen im NSG. Der maeandrierende Bach weist Steilufer und Ufergehölzstreifen auf. Mehrere schmale, unbefestigte Wege durchziehen das Gebiet. An einigen Stellen sind sehr breite Säume an den wegen vorhanden. Im Gebiet verläuft ein schmaler Fußpfad. Auch ein Grillplatz, ein Wassertretbecken, eine eingezäunte kleine Fischteichanlage und ein Wochenendhaus sind im Schutzgebiet.

## Tier- und Pflanzenarten im NSG
Auswahl vom Landesamt für Natur, Umwelt und Verbraucherschutz Nordrhein-Westfalen dokumentierter Brutvogelarten im Gebiet sind Amsel, Baumpieper, Bluthänfling, Buchfink, Fitis, Gartengrasmücke, Goldammer, Grasfrosch, Heckenbraunelle, Kohlmeise, Neuntöter, Rotkehlchen, Singdrossel, Zaunkönig und Zilpzalp.
Auswahl vom Landesamt dokumentierter Pflanzenarten im Gebiet: Acker-Glockenblume, Acker-Minze, Acker-Witwenblume, Ackerwinde, Aufgeblasenes Leimkraut, Bachbunge, Berg-Platterbse, Besenginster, Bitteres Schaumkraut, Blutwurz, Borstgras, Brennender Hahnenfuß, Busch-Windröschen, Echte Nelkenwurz, Echte Schlüsselblume, Echter Baldrian, Echtes Johanniskraut, Echtes Labkraut, Echtes Mädesüß, Echtes Springkraut, Feld-Ehrenpreis, Gänseblümchen, Gamander-Ehrenpreis, Geflecktes Johanniskraut, Geflecktes Knabenkraut, Gemeiner Hohlzahn, Gewöhnliche Kreuzblume, Gewöhnliches Ferkelkraut, Glattes Habichtskraut, Gras-Sternmiere, Große Sternmiere, Großer Wiesenknopf, Hain-Greiskraut, Harzer Labkraut, Heidelbeere, Herbstzeitlose, Hunds-Veilchen, Jakobs-Greiskraut, Kleine Bibernelle, Kleine Braunelle, Kleiner Baldrian, Kleiner Wiesenknopf, Kleines Habichtskraut, Kleinköpfiger Pippau, Knolliger Hahnenfuß, Kohldistel, Kriechender Günsel, Kriechender Hahnenfuß, Kuckucks-Lichtnelke, Magerwiesen-Margerite, Pfennigkraut, Roter Fingerhut, Salbei-Gamander, Scharfer Hahnenfuß, Schlangen-Knöterich, Schmalblättriges Weidenröschen, Schwarze Teufelskralle, Spitzlappiger Frauenmantel, Sumpf-Dotterblume, Sumpf-Labkraut, Sumpf-Pippau, Sumpf-Schachtelhalm, Sumpf-Veilchen, Sumpf-Vergissmeinnicht, Vogel-Wicke, Wald-Ehrenpreis, Wald-Storchschnabel, Wald-Ziest, Wasser-Minze, Weißes Labkraut, Wiesen-Bocksbart, Wiesen-Bärenklau, Wiesen-Flockenblume, Wiesen-Kerbel, Wiesen-Kümmel, Wiesen-Pippau, Wiesen-Schaumkraut, Zaun-Wicke, Zottiges Weidenröschen.

## Schutzzweck
Das NSG soll das Grünland und die Brachen mit ihrem Arteninventar schützen. Zur Erhaltung und Entwicklung von Lebensgemeinschaften und Lebensstätten wildlebender, teils gefährdeter Arten, von Tier- und Pflanzenarten beizutragen. Wie bei allen Naturschutzgebieten in Deutschland wurde in der Schutzausweisung darauf hingewiesen, dass das Gebiet „wegen der Seltenheit, besonderen Eigenart und Schönheit des Gebietes“ als Naturschutzgebiet ausgewiesen wurde. Laut Naturschutzgebiets-Ausweisung wurde das Gebiet zum Naturschutzgebiet auch ausgewiesen, um zur Sicherung des ökologischen Netzes Natura 2000 der EU im Sinne der FFH-Richtlinie.